# Colombia en los Juegos Olímpicos de Londres 1948
Colombia estuvo representada en los Juegos Olímpicos de Londres 1948 por un total de 6 deportistas masculinos que compitieron en 3 deportes.
El equipo olímpico colombiano no obtuvo ninguna medalla en estos Juegos.